# Comté de Grey
Pour les articles homonymes, voir Grey.

Situation du comté de Grey en Ontario

Le comté de Grey est un comté de la province canadienne de l'Ontario et une division de recensement dont la population était de 89,073 au dernier recensement de 2001. Le siège administratif du comté est situé dans la ville d'Owen Sound. 
Il est constitué des municipalités suivantes :
- Ville d'Owen Sound
- Ville de The Blue Mountains
- Ville d'Hanover
- Municipalité de Meaford
- Municipalité de Chatsworth
- Municipalité de Georgian Bluffs
- Municipalité de Grey Highlands
- Municipalité de Southgate
- Municipalité de West Grey

## Histoire
Le comté de Grey fut créé en 1852 avec le premier règlement du comté qui fut adopté à l'intérieur des régions de Collingwood ou Meaford. Les explorateurs européens débarquèrent de la ville de York en 1825 en voyageant du pays de la Hollande jusqu'à la descente de la rivière Hollande, à l'embouchure du Lac Simcoe et de la Baie de Shanty. De là, ils voyagèrent à pied jusqu'à la Rive de Nottawassaga située à l'intérieur de la Baie Georgienne et longeant les rivages bordées de forêts vastes et profondes. En 1837, le village de Sydenham (maintenant Owen Sound) fut l'objet d'un recensement. En 1856, il est incorporé à la ville d'Owen Sound avec une population estimée à 2,000 âmes.
Le comté fut formé en 1852 et fut nommé en l'honneur de Charles Grey. En 1861-1862, les premières routes de gravier furent construites au coût de 300,000$. Les quatre routes de gravier formèrent la route de Granfraxa, qui s'étendait de la ville de Fergus jusqu'à celle d'Owen Sound; la route Durham longeait l'est et l'ouest du village de Durham; la route Lake Shore partait de Collingwood jusqu'à la ville d'Owen Sound et de Toronto et la route Syndeham amenait les voyageurs de la ville de Toronto jusqu'à Owen Sound. Avant la construction des premières routes du comté, jusqu'à deux jours étaient parfois nécessaires afin de parvenir à l'intérieur de la ville d'Owen Sound.